# 手揉み茶
手揉み茶（てもみちゃ）とは、機械を用いずに、茶師の手技のみで製茶された日本茶である。

## 概要
手揉み茶は、収穫した茶の新芽を蒸した後、焙炉（ほいろ）と呼ばれる畳1畳程度の大きさの作業台の上で、徒手のみで製茶された茶を指す。手揉み製法は機械翻訳され、現在の日本国の製茶産業の基本となっている。原料が「一芯二葉摘み/三っ葉（みっぱ）」の最上級の茶葉であった場合、出来あがった手揉み茶は針状で艶があり、湯を注ぐと元の茶葉の形に戻る。水色はほんのりと黄緑色がついた程度のごく薄いもので、甘く、深く、非常に上品な旨味を愉しませてくれる。

## 製茶行程（標準揉み）
蒸した茶の新芽を、焙炉の上で「揉みながら乾燥」させていき、長期保存が可能な状態にまで加工する。これは機械製茶も同様である。
焙炉内部にはガス火炉（古くは炭）があり、作業場所となる助炭（じょたん / 和紙貼りの平面）を40℃から60℃に加温させ、茶葉を揉みながら乾燥させて最終的な煎茶に仕上げていく。この時、焙炉の火力を調節し茶温を常に36℃（手で触れて少し暖かい程度）に保つことが製茶の基本で、その茶温を保ちながら茶葉を揉み続け、最終的なピンと伸びた紡錘形の形状まで仕上げる。36℃は「しとり」とも呼ばれ、機械製茶でもこの温度を保つことが大原則となっている。茶温が低すぎるといくら揉んでも工程が進まず、茶温が高すぎると茶葉表面だけが乾いてしまう「上乾き」が発生する。

### 蒸し
茶の新芽を、せいろや茶葉蒸し機を使って殺青（さっせい）する。新芽の質にもよるが、蒸し（殺青）時間は数秒から数十秒である。新芽の質は上から「一芯二葉芽」→「ミル芽」→「普通芽」→「硬葉（こわば）」の順となり、硬葉になるほど殺青時間を長くとる必要がある。殺青が不十分だと茶葉がまだらに紅茶化し、「エビ蒸し」と呼ばれる欠点となる。殺青時間をぎりぎりまで詰めた茶を「浅蒸し煎茶」、より長く蒸しに時間をかけた茶を「深蒸し煎茶」と呼ぶ。
一人の茶師が一度に製茶できる生葉の量はおおむね1.2～1.7kgで、これは後述の「こくり揉み」でその茶師が両手で十分抱えられる茶葉の量を逆算したものである。

### 葉ぶるい
蒸した葉を助炭に移した後、手で茶葉を掻き上げるように空中で舞わせて助炭に落とすことを繰り返し、余計な水分を取り除く行程。蒸熱した直後の茶葉は水分量が多いが、この動作によって徐々に水分が切れていく。行程が進むにつれて、葉を掻き上げる高さを低めにしていき、加えて「葉型づけ」という一瞬だけ葉をこねるような動作も行い、もちもちしていた茎の部分に皺が多くよるまで続ける。この工程を1時間ほど行う。

### 軽回転揉み
両手と全身を大きく使い、茶葉を助炭の端から端まで軽い力で転がして揉んでいく行程。この際、葉ぶるいが足りないと助炭に葉がくっついてしまう。茶団（茶のかたまり）は全体の1/5ほどが左右に移動し、残りは助炭上に散らすように粗揉みする。左右往復の動きを1回転として、序盤は1秒1回転のスピードで揉むが、乾燥が進むにつれて徐々に回転速度を落としていく。この工程を20～30分ほど行う。

### 重回転揉み
茶団を全て手に収め、軽回転揉みのスピードと回転距離を落とし、全身の体重をかけて強力に揉み込む行程。軽回転揉みの揉みムラを解消し、茶をお湯で戻したときに、葉の味が湯の中によく溶け出るよう、葉の細胞の細胞壁を壊していく。終盤ではさらに全体重をかけて上下方向に揉み込む「突き練り」を行う。行程が進むと茶葉の緑色が白っぽい茎に移っていき、全体の色が均一となる（これを「染まる」と言う）。この工程を20分ほど行う。

### 玉解き
重回転揉みで絡まりあった茶葉をほぐす工程。重回転揉み→軽回転揉みの逆手順で徐々に茶葉を散らしていき、十分に解けた時点で手を「熊手」にし茶を掻き分けるように散らす。次いで「平手」の形でさらに玉解きを行う。その後、次工程の「揉み切り」の手さばきでわずかに残った絡まりを解いていく。十分にほぐれたら茶葉をいったん箕などに移し、一切熱を加えない状態で揉み切りの手さばきで冷や揉みをする。ここまでの前半行程を総じて「下揉み」という。

### 揉み切り（撚り切り）
空中で縄をなうような手さばきで茶葉を撚り、日本茶特有の紡錘形を形作る工程。揉み切り～こくり揉みまでの後半工程を総じて「仕上げ揉み」という。工程の序盤は「ふり揉み」で、ごく軽い力で茶葉を散らしながら揉み切りを行う。葉が乾燥してきたら徐々に力を込め、合わせた両手の中央で撚った茶葉らが切れて（分離して）上下から落ちるように揉み込む。揉み切りは手揉み製法の中で最も難しい工程である。この工程を1時間程度行う。

### でんぐり揉み
より強力な揉み切り。両手を助炭に置いて二枚貝のように構え、両手の内部で茶葉を転がしながら揉むことでピンと伸びた形状を作る工程。揉み切りが済んだこの時点で茶葉はすべて細長い紡錘形となっているので、その都度「葉揃え」をして茶葉が曲がらないように慎重に揉み込む。序盤は「散らしでんぐり」で、茶葉をすばやく大きく動かしながらでんぐり揉みをする。乾燥が進んだ後半は「強力でんぐり」となり、スピードを緩め、最大の力を込めて手の中で茶葉を転がして揉み込んでいく。この工程を30～40分ほど行う。

### こくり揉み
より強力なでんぐり揉み。両手をホオズキのような形に構え、その中に茶葉を全て抱きかかえて揉み込み、ピンと伸びた形状を作る工程。この工程の序盤はまだ茶葉は柔らかいが、工程が進むに連れて、茶葉は煎茶としての最終的な乾燥状態に近い硬さまで進む。そのため揉み込みと同時に、曲がった形で乾燥しないように慎重かつ的確な「葉揃え」をすることが重要となる。流派によっては木の板を補助に用いる「板こくり」となる。この工程を1時間～1時間半ほど行う。

### 乾燥
こくり揉みで松の葉のようにピンと伸びた茶葉を助炭の上に扁平に並べ、最終的な仕上げ乾燥を行う。茶葉の温度は55～60℃程度に保ち、1時間半～2時間ほど乾燥させる。人の手は直接触れないが、30分に一度乾燥度の均一を図るために葉揃えを行い、茶葉を並べなおす。十分に乾燥され、長期保存に耐えうる状態となった茶葉は「荒茶」と呼ばれる。

### 再製
作ったばかりの荒茶は葉の大きさが揃っていない。大きな部分の「頭」、染まりきらなかった「茎」などは篩にかけて形状を整える。「けば」と呼ばれる茎の皮、製茶過程で破砕した「粉」の部分などは比重が軽いので、唐箕（とうみ）を使って「本茶」を煽り、飛ばすように分離する。再製のことを「茶を磨く」とも言う。また、再製と火入れは荒茶作りと同日に行う必要はない。

### 火入れ
形状を整えた荒茶を再度助炭に載せ、荒茶製造時より強い火力をもって火入れ（焙煎）をする。火入れによる「火香（ひか）」という芳醇な香りがつくことで、荒茶はようやく「煎茶（仕上げ茶）」となる。火入れの強度は茶師や茶問屋の好みによるところが大きいが、一般的には上質の茶ほど素材の良さを残すために火入れを弱くし、下位の茶ほど硬葉の青臭さを解消するために火入れを強くする。品評会出品茶は前述の乾燥工程をもう一度繰り返す程度のごく弱い火香をつける。
火入れはまず、助炭の上に広げた荒茶を手で順に左右に移動させ温度をなじませる予備乾燥「すり火」を行い、十分な高温になったら茶をひと山にしてまとめ、その山を作って崩すことを繰り返す「盛り火」を行う。その後は再び「すり火」に戻り、徐々に茶温を下げていく。茶を広げずに一塊にする「盛り火」は乾燥効率という点では物理的に矛盾するのであるが、茶はある程度の厚みがあるかたまりで火入れをしないと何故か芳醇な火香を得ることができない。

## 流派と流通
手揉みには茶の産地毎に数多くの流派がありそれぞれ製茶手順が異なる。いずれも茶師は荒茶作りだけでも全行程に6時間以上もの時間を要し、得られる荒茶は300g程度である。機械製茶に比べ生産効率が極端に悪い（機械製茶では1人の茶師が1日で数百kgの荒茶を作ることができる）。手揉み製法はそれだけでも重労働かつ職人技であり、さらに手揉み茶の真価を活かすための「一芯二葉摘み」の茶葉は栽培自体が高度な技術と大変な手間を必要とし、茶師は手揉みの職人技だけでなく高度な栽培技術をも要求される。
団体として全国手もみ茶振興会があり、品評会や茶師の称号認定（4段階）を行っている。最上位は茶匠（さしょう）、その下が師範。茶匠が、品評会で日本一（農林水産大臣賞）を5回獲得すれば永世茶聖となる規定であったが、狭山茶を栽培・製茶する中島毅（師範）が日本一に8回選ばれたことをもって、2020年に初の永世茶聖となった。
現代において手揉み茶は、茶師による製茶技術の維持研究か、高級品の生産として行われている。希少価値に加えて、全国手揉み茶品評会で1等1席（農林水産大臣賞）を受賞した手揉み茶は、1kgあたり数十万円の値がつくことも珍しくなく、100万円を超えることもある。現在流通している手揉み茶は、そのお茶屋の主人の茶師が自分で作ったもの、もしくはこの品評会の入札会で落札されたものである。
また、現在では明治三十八年式製茶法の流れを汲む「標準揉み」が定められており、品評会や競技会ではこの揉み方をすることが多い。ただ、標準揉みが一般的になるにつれ、各流派の継承が難しくなっている実態もある。なかには、相良流のように既に担い手が居なくなっている流派も存在する。